# Simon Griffiths
Simon Griffiths (1973) is een Engelse golfer.
Simon groeide op bij The Wentworth Club, waar zijn vader lid was en Simon op 7-jarige leeftijd met golf begon.

## Professional
Hij speelde enkele jaren op de Europese Challenge Tour. In 2003 werd hij 7de op de Formby Hall Challenge. In 2003 en 2004 won hij de Sunningdale Foursomes met Ross Fisher.
Sinds 2006 speelt hij op de Aziatische PGA Tour. In 2007 werd hij 2de bij het Vietnam Masters en eindigde hij nummer 44 op de Order of Merit. 

Zijn beste resultaat was een 2de plaats bij het Volvo China Open van 2008, waar hij ruim € 100.000 verdiende, en op de 21ste plaats van de Order of Merit eindigde.
In februari 2014 won hij Stage 1 van de Aziatische Tourschool met een voorsprong van 14 slagen. In de Finals haalde hij geen tourkaart, dus kan hij in 2014 alleen op de Asian Development Tour spelen. Ook kwalificeerde hij zich in 2014 op Walton Heath voor het US Open.